# Anni Friesinger
Anna Christina Friesinger in Postma, detta Anni (Bad Reichenhall, 11 gennaio 1977) è una pattinatrice di velocità su ghiaccio tedesca.
Specialista del pattinaggio di velocità su ghiaccio, così come i suoi genitori, suo fratello Jan e sua sorella Agnes.
Vince la sua prima medaglia olimpica ai Giochi olimpici Nagano 1998, ottenendo un bronzo nei 3000 m; quattro anni dopo arriva l'oro olimpico, nei 1500 m a Salt Lake City 2002. Ai Giochi di Torino 2006 conquista l'oro nell'inseguimento a squadre e un bronzo nei 1000 m e a quelli di Vancouver 2010 un altro oro nell'inseguimento a squadre.
Nel suo palmarès ci sono anche cinque titoli europei completi e tre mondiali nella stessa specialità.
Sebbene sia specializzata nelle distanze più lunghe ha vinto un oro (2007) e due argenti (2004 e 2008) ai mondiali sprint.
Ha stabilito tre record mondiali nei 1500 metri, ma attualmente il primato è detenuto da Cindy Klassen.
Nel 2009 ha sposato l'ex-pattinatore olandese Ids Postma.

## Record personali
| 500m  | - | 38"60   |
| 1000m | - | 1'13"95 |
| 1500m | - | 1'53"22 |
| 3000m | - | 3'59"39 |
| 5000m | - | 6'58"39 |

## Palmarès

### Giochi olimpici invernali
- 5 medaglie:
  - 3 ori (1500 m a Salt Lake City 2002; inseguimento a squadre a Torino 2006; inseguimento a squadre a Vancouver 2010)
  - 2 bronzi (3000 m a Nagano 1998; 1000 m a Torino 2006)

### Campionati mondiali completi di pattinaggio di velocità
- 5 medaglie:
  - 3 ori (Budapest 2001, Heerenveen 2002, Mosca 2005)
  - 1 argento (Heerenveen 2007)
  - 1 bronzo (Heerenveen 1998)

### Campionati mondiali di pattinaggio di velocità - Sprint
- 3 medaglie:
  - 1 oro (Hamar 2007)
  - 2 argenti (Nagano 2004, Heerenveen 2008)

### Campionati mondiali di pattinaggio di velocità - Distanza singola
- 22 medaglie:
  - 12 ori (1500 m a Calgary 1998; 1500 m a Salt Lake City 2001; 1000 m, 1500 m, 3000 m a Berlino 2003; 1000 m, 1500 m a Seoul 2004; 5000 m, inseguimento a Inzell 2005; 1000 m, 1500 m a Nagano 2008; 1500 m a Vancouver 2009)
  - 9 argenti (1500 m, 3000 m a Varsavia 1997; 1500 m a Nagano 2000; 3000 m a Salt Lake City 2001; 3000 m a Seoul 2004; 1000 m, 1500 m a Inzell 2005; 1000 m a Salt Lake City 2007; 1000 m a Vancouver 2009)
- 1 bronzo (3000 m a Calgary 1998)